# Lulsley
Lulsley – wieś w Anglii, w hrabstwie Worcestershire, w dystrykcie Malvern Hills. Leży 11 km na zachód od miasta Worcester i 173 km na północny zachód od Londynu.